# 盧程
盧程（？—923年），祖籍范阳郡涿县，出自范阳卢氏北祖第二房，祖父盧懿與父親盧蕴都是大臣。盧程於天复年間登进士第，署为巡官。昭宗迁洛阳，柳璨陷害士族，盧程避居河朔，變服爲道士，遊弋於燕趙之間。被豆盧革薦爲河東節度判官。同光元年，李存勖置百官，卢程因其范阳卢氏的身份而就任行台右丞相。同年七月以事忤存勖从姐夫任团而被赐死，赖卢质极力相救得免，贬为右庶子。
娶崔协从妹。女婿崔寿光。

## 延伸阅读
[在维基数据编辑]
 《舊五代史·卷67》，出自薛居正《舊五代史》
 《新五代史·卷28》，出自歐陽修《新五代史》